# ショートソング
『ショートソング』は、枡野浩一による日本の小説。カフェ・ブーム（枡野浩一と佐々木あらら）による青春短歌小説『短歌なふたり』を、改題・加筆修正した作品。後に小手川ゆあにより漫画化された。

## 内容
枡野浩一にとって初の長編小説。『ケータイ livedoor 小説』（ライブドア）において、2005年12月26日から2006年2月8日まで、『ケータイ雑誌 the 読書』（集英社）において、2006年5月1日から2006年8月24日まで連載された。全100話。連載時のタイトルは『短歌なふたり』。
主人公2人の視点を通し、奇数話を「僕パート」として「短歌なチェリーボーイ」の物語を、偶数話を「俺パート」として「短歌なプレイボーイ」の物語を、1話ずつ交互に一人称形式で描く。作中で登場人物の作品として詠まれている短歌は、枡野本人や「枡野浩一のかんたん短歌blog」投稿者を始め、全て実在する歌人の作品であり、巻末に「引用短歌」として纏められている。書籍化に際し、宮藤官九郎が解説短歌を寄稿。

## 連載中止・再開
『ケータイ livedoor 小説』第2弾として開始された本作は、ライブドア事件を始めとする諸々の事情により中止され、その後『ケータイ雑誌 the 読書』に移って再開、集英社文庫より書籍化された。「枡野浩一のかんたん短歌blog」と共に、『ケータイ livedoor 小説』でも読者から短歌を募集し、優秀作を作中に登場させる予定であったが、連載中止によって『ケータイ livedoor 小説』応募作からの採用は実現しないままとなった。

## 筆名・クレジット
当初はカフェ・ブームという筆名で佐々木あららと共同執筆していたが、『ケータイ livedoor 小説』での連載中に佐々木が体調を崩し、途中から枡野の単独執筆となった。『ケータイ雑誌 the 読書』での連載再開後も筆名は継続使用されたものの、佐々木本人の意向もあり、書籍『ショートソング』では佐々木は企画・執筆協力としてクレジットされ、著者は枡野のみとなっている。

## ストーリー
美男子だがチェリーボーイの大学生・国友克夫は、憧れの先輩・須之内舞子に訳も分からず連れて来られた歌会で、眼鏡が似合うプレイボーイの天才歌人・伊賀寛介と出会う。国友が生まれて初めて作った短歌に、その才能を見出した伊賀。伊賀に才能があるからと勧められ、短歌を始めた国友。短歌を通じて知り合った、対照的な2人の騒々しい日々が始まった。

## 舞台
舞台の中心は吉祥寺。作中に登場する飲食店は、1つを除いて全て実在する。
ばれん
五百田案山子率いる短歌結社。伊賀や舞子が所属し、国友が入会を勧められる。歌会をひと月に1回ほど開催し、短歌雑誌『ばれん』を年に4回発行している。案山子の審美眼により、会員は男女共に美形揃い。
五百田ビルヂング
高架線に隣接した鉄筋5階建ての古いビル。案山子が管理人を務める。1階は花屋、2階はカフェ、3階は雑貨屋、4階は美容院で、どの店も退廃的に洗練されており、「レトロでおしゃれな隠れ家的スポット」となっている。5階はサロン風の広々とした空間に仕上げられ、案山子の住居ながら生活感は全く無く、「ばれん」の歌会会場となることが多い。

## 登場人物
国友 克夫（くにとも かつお）
「短歌なチェリーボーイ」。19歳の内気な美男子。日加のハーフで白人顔だが、英語は話せない。日本で生まれ、イタリアで少年時代を過ごす。イタリア語で男性器を意味する「カツオ」という名前でいじめられていたこともあり、自分に自信がない。服装に無頓着だったが、伊賀や舞子に指摘され、身だしなみにも気を使うようになる。着やせするタイプ。妹の若芽（わかめ）と阿佐ヶ谷で2人暮らし。名前は塚本邦雄のアナグラム。
伊賀 寛介（いが かんすけ）
「短歌なプレイボーイ」。長身で眼鏡が似合う25歳。20歳の時、「石川啄木短歌大賞」を受賞。その選考委員だった案山子の、最も手厳しく、しかし的を射た選評を読み、「ばれん」入会を決めた。美形揃いの「ばれん」においてはそれ程でもないルックスだが、非常にモテる。原作小説では「短い坊主頭」と描写されるが、漫画では少し長めの髪型。本業はグラフィックデザイナーで吉祥寺在住。名前は春日井建のアナグラム。
須之内 舞子（すのうち まいこ）
国友が所属する大学研究室の2個上の先輩。西荻窪に住む。明るくサバサバとした性格で、面倒見が良く酒に強い。国友のど真ん中のタイプで憧れの人。伊賀と付き合っている。原作小説では「サラサラのショートヘア」と描写されるが、漫画ではロングヘアー。国友に「ばれん」入会を勧める。名前は枡野浩一のアナグラム。
佐々木 瞳（ささき ひとみ）
「ばれん」の幹部。東北出身。高校時代は文芸部に所属し、そこで出会った案山子の短歌に衝撃を受けて短歌を始める。伊賀が「石川啄木短歌大賞」を受賞した年の佳作で、伊賀より少し先に「ばれん」に入会。胸が大きい。近々第一歌集を出すとのことだが、国産車1台分程かかる出版資金をどのように捻出したのか、伊賀は疑問に思う。名前は笹公人のアナグラム。
五百田 案山子（いおた かかし）
「ばれん」を率いる歌人。伊賀の師匠。父親も歌人であり、父親から相続したビルの管理人をしながら、若い頃より短歌のみに身を捧げている。一見男か女か分からない所謂おかま。国友曰く、「金色に染めた長髪が神々しいオーラを放って」いて「不思議な迫力を持」ち、「新しい宗教の教祖様か何か」の様。名前は岡井隆のアナグラム。
荒木 更紗（あらき さらさ）
沖縄在住の新鋭歌人。女子高生歌人として3年程前に注目を集めた。伊賀のファン。伊賀が20歳の頃に作った一首に衝撃を受け、短歌を始めた。「ばれん」の新年の歌会に参加。名前は佐々木あららのアナグラム。
笹伊藤 冬井（ささいとう とうい）
伊賀より3つ年上の歌人。京都の老舗和菓子屋の末っ子で、本業は写真家。最近は若手歌人の歌集の装幀も手掛けているが、伊賀に言わせれば写真が美しいだけで文字部分の処理は素人以下、短歌も「言葉のかっこよさだけで成立」させているとのこと。伊賀が笹伊藤を嫌うのは、つまりは嫉妬である模様。名前は斉藤斎藤のアナグラム。また、この小説では複数の歌人の提供作品が一人の登場人物の作品としてまとめられているが、笹伊藤のみは笹井宏之の作品と一対一対応している。
上戸 千香（うえと ちか）
指圧師。伊賀曰く、「顔は、まあまあ。胸は、Bカップくらい」。伊賀のマンション近くのマッサージ店から移った店で、国友も施術を受ける。セルフポートレートを撮るのが趣味。日中のハーフで、中国語が話せる。名前は加藤千恵のアナグラム。
佐田野 慎（さだの しん）
伊賀の先輩歌人。髪の毛や髭が伸び放題の大男で、人並み外れて無口。37歳。IT企業の代表で、鎌倉に一軒家を新築したばかり。伊賀が唯一「先輩」と呼び慕う歌人で、かつては「ばれん」の中心的存在だったが、今は短歌を一切やっていない。幻の少女歌人・田尾坂真由香と同一人物。名前は篠田算のアナグラム。
田尾坂 真由香（たおさか まゆか）
架空の少女歌人。12年前、選考会の満場一致で伝統ある短歌新人賞を受賞し、歌壇で話題となった。当時高校生で、ウズベキスタン在住。取材は受けず、授賞式にも代理の者が出席した。次第に田尾坂真由香について公の場で語ることはタブー扱いされるようになったが、現在でも作品は愛され、度々紹介されたりしている。名前は正岡豊のアナグラム。
1989年に短歌研究新人賞を受賞した久木田真紀の実際のエピソードがもとになっている。
佐田野 澄子（さだの すみこ）
慎の妻で二児の母。伊賀の美大時代の先輩。慎と澄子を会わせたのは伊賀。料理上手。新居に設けられたアトリエスペースで今も油絵を描いており、たまに個展を開いている。雑誌『短歌空間』に掲載された田尾坂真由香の写真は、少女時代の澄子。

## 書籍
集英社文庫
- ショートソング ISBN 4087460975 （2006年11月17日発売）

ジャンプ・コミックス デラックス
- ショートソング 1巻 ISBN 4088596617 （2007年9月4日発売）
- ショートソング 2巻 ISBN 4088596897 （2008年2月4日発売）

## 漫画
小手川ゆあによる作画で、『スーパージャンプ』（集英社）において、2007年8号から2007年24号まで連載された。全17話。単行本はジャンプ・コミックス デラックスより全2巻が刊行された。